# Centrum handlowe Toruń Plaza
Centrum handlowe Toruń Plaza – centrum handlowe w Toruniu, wybudowane przez spółkę Plaza Centers. Mieści się przy ul. Broniewskiego 90.
Otwarcie centrum handlowego miało miejsce 14 listopada 2011. Obiekt liczy 140 sklepów, punktów gastronomicznych i usługowych, centra rozrywki i fitness oraz ośmiosalowe kino Cinema City. Architektura obiektu nawiązuje do astronomicznych tradycji Torunia, m.in. jego srebrna elewacja ma przypominać otwierającą się kopułę planetarium, zaś wewnętrzne place są symbolem toruńskich rynków.
W 2013 r. Toruń Plaza otrzymało tytuł Obiektu Roku za lata 2011–2012. 